# Lac de Champos
Le lac de Champos est un lac artificiel situé entre les communes de Saint-Donat-sur-l'Herbasse et Charmes-sur-l'Herbasse, près du hameau de Champos.

## Géographie
C'est un lac de 9 hectares, bordé par un parc arboré de 40 hectares, alimenté par l'Herbasse et différentes sources, .

## Histoire
Le lac de baignade et le parc ont été crées et aménagés en 1974.

## Activités

### Aménagement
Une zone de baignade surveillée est aménagée sur les bords du lac, avec des tests réguliers de la qualité des eaux. Le domaine aménagé propose, en plus d'un camping, un espace de loisirs, avec concerts et activités nautiques.

### Sports
Le lac est le point de départ de la 2e étape du Tour cycliste féminin international de l'Ardèche 2022, en septembre. Début octobre 2022, est organisé un triathlon.